# Mavoro
Mavoro är en ort i Mexiko, tillhörande kommunen Jocotitlán i den nordvästra delen av delstaten Mexiko. Orten hade 1 574 invånare vid folkräkningen 2010.